# Nibia Berois
Nibia Berois Domenech es una bióloga, investigadora y profesora uruguaya. Trabaja en el Departamento de Biología Celular y Molecular de la Universidad de la República, donde es Profesora Agregada de Biología Celular (Grado 4) de la Facultad de Ciencias e investigadora del PEDECIBA. Su trabajo se enfoca en la reproducción y el desarrollo en peces. Sus investigaciones han generando resultados de impacto para la actividad pesquera, el cuidado del medio ambiente y la biomedicina.

## Trayectoria
En 1972 obtiene el título de Licenciada en Ciencias Biológicas en la Facultad de Ciencias. Posteriormente, en 1996 realizó su doctorado titulado Interacciones gaméticas en la corvina blanca, Micropogonias furnieri, Características celulares, ultraestructurales y funcionales de los gametos. Gametogénesis y fecundación. 
Actualmente es responsable del grupo de investigación Biología de la Reproducción y del Desarrollo en Peces en la Sección Biología Celular. Es autora de trabajos científicos publicados en revistas internacionales arbitradas y de la edición del libro Fishes: Life History Strategy, Diversity and Evolution.
Ha sido docente de cursos de grado y posgrado, y ha dirigido tesis de maestría y doctorado.

## El estudio de los peces anuales
Berois ha contribuido al estudio de la genética de los peces anuales, especies de agua dulce que viven en charcos temporales en África y América del Sur. Estas especies se han adaptado a masas de agua que tienen un ciclo temporal muy estrecho, ya que se secan totalmente en el verano. Por su aparición en períodos lluviosos es que se les llama "peces del fango" o "peces que vienen de las nubes".
Los estudios de Berois y su equipo se han enfocado en la capacidad de supervivencia de estos peces, cuyo hábitat desaparece y reaparece anualmente. El equipo de investigación viene estudiando el desarrollo embrionario característico de estas especies, que es en lo que radica su particular estrategia de supervivencia. Los embriones son capaces de detener su desarrollo atenuando sus signos vitales hasta que casi desaparecen, pasando por distintas etapas de diapausa.
La investigación de estas características de los peces anuales sudamericanos, tiene relevancia en el estudio de modelos del envejecimiento animal. Asimismo, puede tener aplicaciones significativas en conservación ambiental, biotecnología y biomedicina.